# Dafni (Grecia)
Dafni (in greco Δάφνη?) è un ex comune della Grecia nella periferia dell'Attica (unità periferica di Atene Centrale) con 23 674 abitanti secondo i dati del censimento 2001.
È stato soppresso a seguito della riforma amministrativa, detta Programma Callicrate, in vigore dal gennaio 2011 ed è ora compreso nel comune di Dafni-Ymittos.